# Icteracantha cyaneiventris
Icteracantha cyaneiventris är en tvåvingeart som först beskrevs av Wulp 1881.  Icteracantha cyaneiventris ingår i släktet Icteracantha och familjen bredmunsflugor. Inga underarter finns listade i Catalogue of Life.